# 橘佳宏
橘 佳宏（たちばな よしひろ、1982年5月3日 - ）は、日本のプロバスケットボール選手である。
2005年に日本リーグ所属の大塚商会アルファーズに入部し、2007年にアルファーズが解散した後はbjリーグの富山グラウジーズと契約し、プロ選手となった。以後仙台89ERS、大阪エヴェッサ、つくばロボッツ、和歌山トライアンズ、アースフレンズ東京Zに所属し、その間2007年から2013年までbjリーグオールスターゲーム・ダンクコンテストに連続して出場、2010年と2011年には優勝も果たした。NBLのつくばに移籍した2014年にも、NBLオールスターゲームのダンクコンテストに出場した。アースフレンズに所属していた2016年に引退し、教員に転身した。

## 来歴
愛知県豊田市出身。両親は共にバスケットボールの実業団選手で、本人も小学2年次よりミニバスケットボールを始めた。
地元の豊南中学校を卒業後、栃木県の鹿沼東高にバスケ留学し、1年次と2年次にはウィンターカップに出場した。また、当時ウィンターカップで行われていたダンクコンテストにも出場し、1年次には準優勝、2年次には優勝した
日本体育大学に進学後は、インカレ準優勝を果たす。
大学時代に行われたスラムダンクコンテストでは、その抜群の跳躍力から華麗なウィンドミルなどを決め、優勝している。
卒業後の2005年、大塚商会アルファーズに入団。国体にも栃木代表として出場した。2007年にチームが解散したため、富山グラウジーズに移籍した。
bjリーグ 2007-08は12試合に出場したが、1試合平均の出場時間は3.0分に留まった。このシーズン、新潟県の朱鷺メッセで開催されたオールスターゲームのダンクコンテストでは、バナナを食べたり、不死鳥を模した赤い羽根を身に着けたりする演技を見せた。
bjリーグ 2008-09は37試合に出場し、1試合平均1.3得点とリバウンド数0.8を記録した。大分県のビーコンプラザで開催されたダンクコンテストでは、顔に傷跡のような模様を描いてブラック・ジャックの仮装をした。
bjリーグ 2009-10、仙台89ERSに移籍し、12試合の先発出場を含む35試合に出場した。このシーズン、チームの地元である仙台市のセキスイハイムスーパーアリーナで行われたダンクコンテストでは、自ら衣装を作って伊達政宗に扮して演技を行い、優勝した。
bjリーグ 2010-11シーズンも仙台に残留した橘は3月までの36試合中20試合に出場した。2011年1月に大阪府立体育会館で行われたダンクコンテストでは、大阪にちなんで道頓堀グリコサインと、ユニバーサル・スタジオ・ジャパンのスパイダーマンの仮装をして演技に臨み、2連覇を果たした。しかし、3月11日に発生した東日本大震災の影響でチームは活動休止を余儀なくされる。リーグの救済措置によって橘は古巣の富山グラウジーズに、同僚の安田壮史と共に移籍し、20試合に出場した。
bjリーグ 2011-12シーズン、活動を再開した仙台に復帰する。このシーズンはキャリアハイとなる49試合に出場し、1試合平均1.0得点、1.3リバウンドをあげた。シーズン終了後、チームは橘との契約を更新せず、自由契約選手となった。
bjリーグ 2012-13シーズンは大阪エヴェッサと契約し、26試合に出場した。
2013-14シーズン、この年からNBLに参入したつくばロボッツと契約する。橘は26試合に出場した。
2014-15シーズンもつくばに残留したが、チームの経営状態が悪化し、橘を含む10選手が11月30日に退団することになる。橘は2015年1月にNBLの和歌山トライアンズと契約し、17試合に出場した。
2015年9月、橘はNBDL所属のアースフレンズ東京Zと契約。NBDL 2015-16シーズンは17試合に出場した。橘はこのシーズン終了をもって現役を引退し、教員に転身した。

### 個人成績
| シーズン | チーム | GP | GS | MPG | FG%  | 3P%  | FT%  | RPG | APG | SPG | BPG | TO  | PPG |
| -------- | ------ | -- | -- | --- | ---- | ---- | ---- | --- | --- | --- | --- | --- | --- |
| 2007-08  | 富山   | 12 | 0  | 3.0 | 42.9 | 40.0 | 33.3 | 0.7 | 0.2 | 0.0 | 0.0 | 0.4 | 1.2 |
| 2008-09  | 富山   | 37 | 0  | 7.0 | 33.3 | 12.5 | 40.0 | 0.8 | 0.3 | 0.1 | 0.0 | 0.2 | 1.3 |
| 2009-10  | 仙台   | 35 | 12 | 5.9 | 53.1 | 22.2 | 32.1 | 0.5 | 0.3 | 0.3 | 0.1 | 0.4 | 1.8 |
| 2010-11  | 仙台   | 20 | 0  | 2.6 | 23.1 | 33.3 | 16.7 | 0.2 | 0.1 | 0.1 | 0.0 | 0.3 | 0.4 |
| 2010-11  | 富山   | 20 | 0  | 2.1 | 16.7 | 12.5 | 16.7 | 0.3 | 0.2 | 0.1 | 0.0 | 0.1 | 0.3 |
| 2011-12  | 仙台   | 49 | 15 | 9.9 | 48.9 | 0.0  | 28.6 | 1.3 | 0.4 | 0.2 | 0.0 | 0.3 | 1.0 |
| 2012-13  | 大阪   | 26 | 0  | 7.7 | 30.3 | 20.0 | 75.0 | 1.0 | 0.3 | 0.2 | 0.0 | 0.4 | 1.0 |
| 2013-14  | つくば | 26 | 0  | 5.8 | 41.7 | 0.0  | 45.5 | 1.0 | 0.3 | 0.2 | 0.0 | 0.2 | 1.3 |
| 2014-15  | つくば | 4  | 0  | 3.8 | 0.0  | 0.0  | 0.0  | 0.0 | 0.2 | 0.0 | 0.2 | 0.2 | 0.0 |
| 2014-15  | 和歌山 | 17 | 0  | 7.6 | 30.0 | 36.4 | 25.0 | 0.8 | 0.2 | 0.2 | 0.1 | 0.1 | 1.0 |
| 2015-16  | 東京Z  | 17 | 0  | 6.4 | 35.0 | 0.0  | 100  | 1.6 | 0.3 | 0.2 | 0.0 | 0.4 | 1.2 |